# 第7回全日本実業団対抗駅伝競走大会
第7回全日本実業団対抗駅伝競走大会（だい7かいぜんにほんじつぎょうだんたいこうえきでんきょうそうたいかい）は1962年12月16日に三重県で開催された全日本実業団対抗駅伝競走大会である。

## 概要
レースは、1区で八幡製鉄・君原健二が東急・船井照夫との争いを制してトップでタスキを渡すと、2区・三村清登、3区・土谷和夫も区間新記録でトップを守り続けてゴール。以来の大会記録を10分近くも更新したとともに、当時最多に並ぶ3回目の優勝を飾った。なお、この大会では区間記録を更新する選手が相次ぎ、2区では最も多い9人が区間記録を更新した。

## 出場チーム
- 倉敷レーヨン（3大会連続6回目）
- 神戸製鋼（7大会連続7回目）
- 新三菱（5大会連続5回目）
- 鈴木自動車（初出場）
- 全沖縄（2大会連続2回目）[2]
- 全鐘紡（2大会連続3回目）
- 中央発條（7大会連続7回目）
- 帝人（2大会連続2回目）
- 東急（3大会連続3回目）
- 東洋工業（2大会連続2回目）
- 東洋ベアリング（7大会連続7回目）
- 東洋レーヨン（3大会連続3回目）
- 日本レイヨン（2大会連続3回目）
- 明治製菓（4大会連続4回目）
- 八幡製鐵（7大会連続7回目）
- リッカーミシン（3大会連続5回目）

## 成績
- 1位　八幡製鐵　4時間16分4秒
- 2位　東急　4時間19分27秒
- 3位　倉敷レーヨン　4時間22分53秒
- 4位　東洋ベアリング　4時間24分5秒
- 5位　神戸製鋼　4時間26分13秒
- 6位　東洋工業　4時間26分50秒
- 7位　帝人　4時間27分22秒
- 8位　東洋レーヨン　4時間28分12秒
- 9位　明治製菓　4時間29分4秒
- 10位　鈴木自転車　4時間29分44秒
- 11位　リッカーミシン　4時間30分35秒
- 12位　日本レイヨン　4時間32分51秒
- 13位　全鐘紡　4時間34分24秒
- 14位　中央発條　4時間41分30秒
- 15位　全沖縄　4時間45分24秒
- 16位　新三菱　4時間48分17秒

## 区間賞
※は区間記録更新
- 1区　君原健二（八幡製鐵）48分29秒※
- 2区　三村清登（八幡製鐵）47分50秒※
- 3区　土谷和夫（八幡製鐵）30分54秒※
- 4区　中野興一郎（東洋ベアリング）31分27秒※
- 5区　寺沢徹（倉敷レーヨン）47分1秒※
- 6区　奥沢善二（東急）24分25秒※
- 7区　代本丈春（八幡製鐵）24分43秒